# Ламбаль-Армор (кантон)
Ламба́ль-Армор (фр. Lamballe-Armor, до 24 февраля 2021 года назывался Ламбаль, фр. Lamballe) — кантон во Франции, находится в регионе Бретань, департамент Кот-д’Армор. Входит в состав округа Сен-Бриё.

## История
До 2015 года в состав кантона входили коммуны:
| Коммуна   | Население, чел. (1999) | Почтовый индекс | Код INSEE |
| --------- | ---------------------- | --------------- | --------- |
| Андель    | 900                    | 22400           | 22002     |
| Кентни    | 266                    | 22400           | 22261     |
| Коэтмьё   | 1253                   | 22400           | 22044     |
| Ла-Малур  | 348                    | 22640           | 22140     |
| Ламбаль   | 10 563                 | 22400           | 22093     |
| Ландеан   | 986                    | 22400           | 22098     |
| Мелен     | 700                    | 22400           | 22151     |
| Морьё     | 765                    | 22400           | 22154     |
| Нуайяль   | 770                    | 22400           | 22160     |
| Помре     | 1709                   | 22120           | 22246     |
| Сен-Рьёль | 328                    | 22270           | 22326     |

В результате реформы 2015 года состав кантона был изменен. В его состав вошли коммуна Энансаль упраздненного кантона Матиньон.
С 1 января 2016 года состав кантона изменился: коммуна Мелен вошла в состав коммуны Ламбаль.
С 1 января 2019 года состав кантона снова изменился: коммуны Ламбаль, Морьё и Плангенуаль кантона Пленёф-Валь-Андре образовали новую коммуну Ламбаль-Армор, к которой перешел статус административного центра кантона.
24 февраля 2021 года указом № 2021-213 кантон переименован в Ламбаль-Армор. .

## Состав кантона с 1 января 2019 года
В состав кантона входят коммуны (население по данным Национального института статистики за 2019 г.):
- Андель (1 144 чел.)
- Кентни (362 чел.)
- Коэтмьё (1 781 чел.)
- Ла-Малур (598 чел.)
- Ламбаль-Армор (14 462 чел., частично)
- Ландеан (1 425 чел.)
- Нуайяль (946 чел.)
- Помре (2 103 чел.)
- Сен-Рьёль (546 чел.)
- Энансаль (1 195 чел.)

## Политика
На президентских выборах 2022 г. жители кантона отдали в 1-м туре Эмманюэлю Макрону 35,7 % голосов против 21,7 % у Марин Ле Пен и 16,6 % у Жана-Люка Меланшона; во 2-м туре в кантоне победил Макрон, получивший 65,8 % голосов. (2017 год. 1 тур: Эмманюэль Макрон – 32,5 %, Франсуа Фийон – 19,7 %, Жан-Люк Меланшон – 16,5 %, Марин Ле Пен – 15,7 %; 2 тур: Макрон – 75,8 %. 2012 год. 1 тур: Франсуа Олланд — 33,5 %, Николя Саркози — 24,8 %, Марин Ле Пен — 13,6 %; 2 тур: Олланд — 56,6 %).
С 2021 года кантон в Совете департамента Кот-д’Армор представляют экс-мэр коммуны Нуайяль Робер Ро (Robert Rault) и мэр коммуны Ландеан Натали Травер Ле Ру (Nathalie Travert Le Roux) (оба ― Социалистическая партия).
|                | Кандидаты                     | Партия                   | Первый тур | Первый тур     | Второй тур | Второй тур |
| Кол-во голосов | Кандидаты                     | Партия                   | % голосов  | Кол-во голосов | % голосов  |            |
| -------------- | ----------------------------- | ------------------------ | ---------- | -------------- | ---------- | ---------- |
|                | Робер Ро Натали Травер Ле Ру  | Социалистическая партия  | 3 664      | 57,19          | 4 074      | 62,21      |
|                | Жан-Люк Гиймар Вероник Делетр | Правоцентристский блок   | 1 866      | 29,12          | 2 475      | 37,79      |
|                | Тьерри Бектарт Изабель Пишро  | Национальное объединение | 877        | 13,69          |            |            |

|                | Кандидаты                         | Партия                  | Первый тур | Первый тур     | Второй тур | Второй тур |
| Кол-во голосов | Кандидаты                         | Партия                  | % голосов  | Кол-во голосов | % голосов  |            |
| -------------- | --------------------------------- | ----------------------- | ---------- | -------------- | ---------- | ---------- |
|                | Мари-Кристин Клере Робер Ро       | Социалистическая партия | 4 190      | 43,74          | 5 033      | 53,71      |
|                | Жан-Люк Гиймар Розали Ле Боэдек   | Разные правые           | 2 894      | 30,21          | 4 338      | 46,29      |
|                | Стев Люлен Анни Руксель           | Национальный фронт      | 1 674      | 17,48          |            |            |
|                | Жан-Мишель Вьель Изабель Пемартен | Европа Экология Зелёные | 425        | 4,44           |            |            |
|                | Жиль Булен Надеж Лефёвр           | Разные левые            | 396        | 4,13           |            |            |